# Franc Rozman (zgodovinar)
Franc Rozman, slovenski zgodovinar, * 30. maj 1941, Bled.
Rozman je leta 1965 diplomiral, 1972 opravil magisterij, dvanajst let po diplomi, leta 1977 pa doktoriral na Filozofski fakulteti v Ljubljani.
Rozman je redni univerzitetni profesor mariborske Filozofske fakultete, predava zgodovino Slovencev in južnoslovanskih narodov. Med leti 1965 in 1994 je bil zaposlen na Inštitutu za novejšo zgodovino, od 1989 kot znanstveni svetnik. 1988-2004 je honorarno predaval predmet Zgodovina Jugovzhodne Evrope 1750-1918 na ljubljanski Filozofski fakulteti. V raziskovalnem delu se je posvetil zgodovini delavskega gibanja na Slovenskem pred prvo svetovno vojno, širše pa tudi zgodovini Slovencev v 19. stoletju. Je avtor več monografij, razprav in strokovnih člankov. Je tudi prejemnik Kajuhove nagrade (1978) in nagrade Sklada Borisa Kidriča (1980). Od 1994 je bil predsednik Zgodovinskega društva Slovenije.

## Dela
- Socialistično delavsko gibanje na slovenskem Štajerskem. Ljubljana, 1979 (COBISS)
- Prve rudarske stavke na Slovenskem (1883-1923) (1983, soavtor Miroslav Stiplovšek)
- Praznovanje 1. maja na Slovenskem (1986; soavtorja Miroslav Stiplovšek in Janez Kos)
- Bled (1989, soavtor)
- Nemški in slovenski delavci v delavskem gibanju na Slovenskem (COBISS) (1993)
- Bled na starih razglednicah (soavtor Božo Benedik, 1997)
- Zastave vihrajo: spominski dnevi in praznovanja na Slovenskem od sredine 19. stoletja do danes (1999, soavtorja Vasilij Melik, Božo Repe)
- Zgodovina 3: učbenik za tretji letnik gimnazij (1999, soavtor Stane Granda)
- Na cesarjev ukaz: spomini politika in diplomata / Josef Schwegel (2004: prevajalec, urednik, spremna beseda Franc Rozman)
- Fronta, zaledje, spomin: 100 let prve svetovne vojne = Front, Umland, Erinnerung: 100 Jahre erster Weltkrieg (katalog; avtor razstave)